# Melanophryniscus sanmartini
Melanophryniscus sanmartini – gatunek płaza bezogonowego z rodziny ropuchowatych.

## Systematyka
Gatunek ten jest jednym z przedstawicieli rodzaju Melanophryniscus zaliczanego do rodziny ropuchowatych (Bufonidae).

## Rozmieszczenie geograficzne
Jest to płaz występujący w Urugwaju, w departamentach Lavalleja, Maldonado, Rocha, Florida i Rivera, oraz na przyległych obszarach skrajnie południowej Brazylii – na terenie gmin Pedras Altas i Pinheiro Machado w stanie Rio Grande do Sul.

## Ekologia
Spotyka się go poniżej 500 m nad poziomem morza.
Jego siedlisko to obszary trawiaste (w tym pampa) i wychodnie skalne. Można go też spotkać w niektórych siedliskach zmienionych przez działalność rolniczą, ale prawdopodobnie nie toleruje dużych zmian w środowisku.

## Cykl życiowy
Rozmnaża się w niewielkich strumykach.

## Status zagrożenia i ochrona
W Czerwonej księdze gatunków zagrożonych IUCN płaz ten od 2023 roku klasyfikowany jest jako gatunek najmniejszej troski (LC, ang. Least Concern); wcześniej, od 2004 roku uznawano go za gatunek bliski zagrożenia (NT, ang. Near Threatened).
Gatunek jest bardzo pospolity. Trend populacyjny oceniany jest jako stabilny.
Zagrożenie dla gatunku stanowią głównie plantacje sosen i soi oraz budowa farm wiatrowych. Potencjalne zagrożenie stwarza obecność patogenicznego grzyba Batrachochytrium dendrobatidis oraz zmiany klimatyczne.